# Modest Mouse
Modest Mouse  é uma banda americana de indie rock. Formada em 1993 em  Issaquah, Washington pelo guitarrista Isaac Brock, o baterista Jeremiah Green e o baixista Eric Judy. Contratada pela gravadora Epic Records em 2000, a banda passou a ter reconhecimento mundial.

## História
O nome "Modest Mouse" veio de Brock quando este leu o livro The Mark on the Wall de Virginia Woolf no qual a autora descreve a classe média operária inglesa como "modest, mouse-coloured people." 
Em 1994, a banda gravou seu primeiro EP, Blue Cadet-3, Do You Connect? nos estúdios Dub Narcotic Studios e saiu pelo selo K Records.  Depois seguiu um single gravado no Moon Studios. Na época, Modest Mouse também gravou Sad Sappy Sucker, mas atrasos fizeram o álbum ser engavetado e esquecido (foi lançado oficialmente em 2001.) Após mudarem para gravadora Up Records, a banda lançou alguns álbuns, incluindo o duplo This Is a Long Drive for Someone with Nothing to Think About em 1996, produzido e gravado por Steve Wold, (na época, Steve passou a integrar a banda.) Depois lançou Interstate 8; também produzido poer Steve Wold.  The Lonesome Crowded West em 1997, (também gravado nos Moon Studios, por Scott Swayze) é considerado o álbum de descoberta da banda. The Lonesome Crowded West traz o reconhecimento 'cult' da banda e muitos críticos consideram-no um dos álbuns do indie rock da década de 1990. Em 2000 é lançado Singles e a coleção intitulada Building Nothing Out of Something, que inclui toda as gravações de Interstate 8 exceto as canções "Edit the Sad Parts" e "Buttons to Push Buttons". 
Ainda em 2000, Modest Mouse lançou The Moon & Antarctica, seu primeiro álbum no selo Epic Records.  A banda engatou alguns sucessos em rádios alternativas com os singles "3rd Planet" e "Gravity Rides Everything", e recebido positivamente pelos críticos.
O líder e cantor da banda Isaac Brock, ainda lança um álbum num projeto independente Ugly Casanova na Sub Pop Records. A banda licenciou "Gravity Rides Everything" para um comercial da minivan Quest Nissan , necessário para estabilidade financeira da banda.
Em 2001a banda lançou o EP Everywhere and His Nasty Parlour Tricks, uma coleção de canções não usadas no álbum The Moon & Antarctica e Sad Sappy Sucker, outra coleção de canções do Modest Mouse já gravadas em 1994. Em 2002, eles juntaram Cake, De La Soul, The Flaming Lips, The Hackensaw Boys e Kinky no álbum Unlimited Sunshine Tour.
Em 2003, o baterista Jeremiah Green saiu da banda devido a um avaria mental; a versão oficial foi que ele estava saindo para trabalhar no seu projeto Vells. No mesmo ano ele e o baixista Eric Judy aparecem no álbum de Adam Forkner chamado VVRSSNN. Green foi substituído por dois novos membros, o baterista Benjamin Weikel (tocou com The Helio Sequence) e o guitarrista Dann Gallucci (anteriormente já foi membro do Modest Mouse, aparecendo em Sad Sappy Sucker).  
Em abril de 2004 a banda lançou o álbum Good News for People Who Love Bad News (disco de platina), ancorado em dois sucessos "Float On" e "Ocean Breathes Salty". Depois daquele ano, Jeremiah Green retornou à banda, e Benjamin Weikel retornou a tocar exclusivamente para o The Helio Sequence. Dann Gallucci deixou a banda em agosto, e eles tem feito turnês com Hutch Harris da banda The Thermals.
Modest Mouse foi mencionado em 2005 numa decisão da Corte Suprema no caso MGM Studios, Inc. v. Grokster, Ltd.. A decisão da justiça disse sobre a rede P2P "Grokster": "Usuários que pesquise as 40 mais da parada, por exemplo, ou o mais recente lançamento do Modest Mouse, com certeza irá obter um resultado mais rápido que se pesquisassem uma música livre para baixar Decameron, e Grokster e a StreamCast traduziram essa necessidade em dólares."

## Integrantes

### Membros criadores
- Isaac Brock - vocal, guitarra, banjo, teclado
- Eric Judy - baixo, guitarra, teclado, vocal, percussão
- Jeremiah Green - bateria, percussão

### Outros membros
- Joe Plummer - bateria, percussão
- Tom Peloso - vocal de apoio, violino, baixo, outros instrumentos
- Johnny Marr - guitarra
- Dann Gallucci (entrou e saiu várias vezes da banda, mas atualmente não participa mais das atividades) - guitarra, teclado, vocal de apoio, percussão, sintetizadores
- Benjamin Weikel (antigo membro) - bateria, percussão
- Jeff Kennedy (antigo membro) - violino, banjo
- Steve Wold (antigo membro) - guitarra
- John Wickhart (antigo membro) - baixo
- Nicole Johnson (participou ocasionalmente) - vocais em  Building Nothing Out of Something, This Is a Long Drive for Someone with Nothing to Think About, The Lonesome Crowded West

## Discografia

### Álbuns de estúdio
| Ano  | Título                                                       | Selo         |
| ---- | ------------------------------------------------------------ | ------------ |
| 1996 | This Is a Long Drive for Someone with Nothing to Think About | Up Records   |
| 1997 | The Lonesome Crowded West                                    | Up Records   |
| 2000 | The Moon & Antarctica                                        | Epic Records |
| 2004 | Good News for People Who Love Bad News                       | Epic Records |
| 2007 | We Were Dead Before the Ship Even Sank                       | Epic Records |
| 2015 | Strangers to Ourselves                                       | Epic Records |
| 2021 | The Golden Casket                                            | Epic Records |

### EP
| Ano  | Título                                  | Selo         |
| ---- | --------------------------------------- | ------------ |
| 1994 | Blue Cadet-3, Do You Connect?           | K Records    |
| 1996 | Interstate 8                            | Up Records   |
| 1997 | The Fruit That Ate Itself               | K Records    |
| 2001 | Everywhere and His Nasty Parlour Tricks | Epic Records |
| 2009 | No One's First, And You're Next         | Epic Records |

### Compilações
| Ano  | Título                            | Outras informações                            | Selo       |
| ---- | --------------------------------- | --------------------------------------------- | ---------- |
| 2000 | Building Nothing Out of Something | Contém singles e faixas raras                 | Up Records |
| 2001 | Sad Sappy Sucker                  | Contém as primeiras gravações do Modest Mouse | K Records  |

### Outros álbuns
| Ano       | Título                         | Selo               |
| --------- | ------------------------------ | ------------------ |
| 1999 2000 | Night on the Sun (Japão)       | Rebel Beat Factory |
| 2004      | The Moon & Antarctica          | Epic Records       |
| 2004      | Baron von Bullshit Rides Again | Bootleg            |

### Singles
| Ano  | Título                       | Selo                       |
| ---- | ---------------------------- | -------------------------- |
| 1996 | "Broke"                      | Sub Pop                    |
| 1997 | "A Life of Arctic Sounds"    | Suicide Squeeze            |
| 1997 | "Birds vs. Worms"            | Hit Or Miss                |
| 1998 | "Other People's Lives"       | Up Records                 |
| 1998 | "Never Ending Math Equation" | Sub Pop                    |
| 1998 | "Whenever You See Fit"       | Up Records/Suicide Squeeze |
| 1999 | "Heart Cooks Brain"          | Matador Records            |
| 2004 | "Float On"                   | Epic                       |
| 2004 | "Ocean Breathes Salty"       | Epic                       |
| 2007 | "Dashboard"                  | Epic                       |
| 2007 | "Missed the Boat"            | Epic                       |